# قسم بيرون بشم الريفي (ناحية كلاردشت)
قسم بيرون‌بشم الريفي (بالفارسية: دهستان بیرون‌بشم) هي منطقة ريفية تقع في ناحية كلاردشت في إيران. يقدر عدد سكانها بـ 5,852 نسمة .